# K-322 Kašalot
K-322 Kašalot je bila podmornica razreda Ščuka-B Ruske vojne mornarice. Njen gredelj je bil položen 5. septembra 1986, splavljena je bila 18. julija 1987, v uporabo pa je bila predana 30. decembra 1988 in postala je del 45. divizije podmornic Tihooceanske flote v Viljučinsku. 13. aprila 1993 je bila poimenovana Kašalot.
Poleti 1990 je opravila bojno patruljiranje.
1. maja 1998 je bila 45. divizija podmornic razpuščena in podmornica je postala del 10. divizije podmornic.
Od leta 2002 ni aktivna, 9. oktobra 2019 pa je bila upokojena.